# 托尔托纳

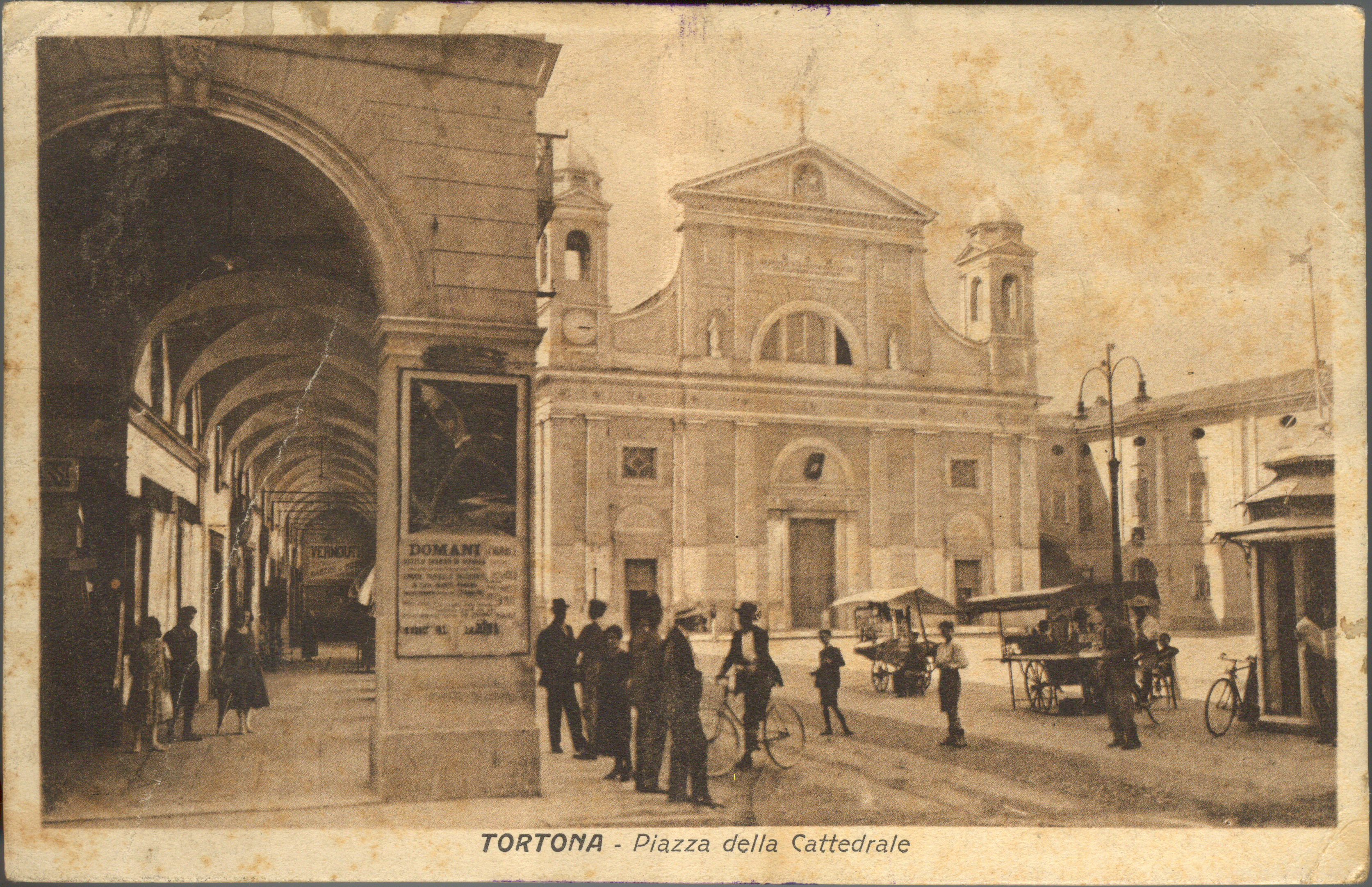
托爾托納大教堂（約1890年的明信片）

托尔托纳（義大利語：Tortona），是意大利亚历山德里亚省的一个市镇。总面积99.66平方公里，人口26432人，人口密度265.22人/平方公里（2022年）。ISTAT代码为006174。

## 友好城市
- 法國 普里瓦